# Фінал кубка Англії з футболу 1972
Фінал кубка Англії з футболу 1972 — 91-й фінал найстарішого футбольного кубка у світі. Учасниками фіналу були  «Лідс Юнайтед» і лондонський «Арсенал», який був діючим володарем трофею.
Перемогу святкував «Лідс Юнайтед», для якого вона стала першою, попри два попередні виходи до фіналу змагання.
Вирішальним для визначення володаря Кубка став єдиний гол, забитий нападником «Лідса» Алланом Кларком на 53-й хвилині фінальної гри.

## Шлях до фіналу
| «Лідс Юнайтед»      | «Лідс Юнайтед» | «Лідс Юнайтед»                          | Раунд           | «Арсенал»       | «Арсенал» | «Арсенал»                                                                        |
| ------------------- | -------------- | --------------------------------------- | --------------- | --------------- | --------- | -------------------------------------------------------------------------------- |
| Суперник            | Результат      | Матчі                                   |                 | Суперник        | Результат | Матчі                                                                            |
| «Бристоль Роверз»   | 4-1            | 4-1 вдома                               | Третій раунд    | «Свіндон Таун»  | 2-0       | 2-0 на виїзді                                                                    |
| «Ліверпуль»         | 2-0            | 0-0 на виїзді, 2–0 вдома (перегравання) | Четвертий раунд | «Редінг»        | 2-1       | 2-1 на виїзді                                                                    |
| «Кардіфф Сіті»      | 2–0            | 2–0 на виїзді                           | П'ятий раунд    | «Дербі Каунті»  | 3–2       | 2—2 на виїзді, 0-0 вдома (перегравання), 1-0 на нейтральному полі (перегравання) |
| «Тоттенгем Готспур» | 2–1            | 2—1 вдома                               | Шостий раунд    | «Лейтон Орієнт» | 1–0       | 1—0 на виїзді                                                                    |
| «Бірмінгем Сіті»    | 3–0            | 3–0 на нейтральному полі                | 1/2 фіналу      | «Сток Сіті»     | 3–2       | 1–1 на нейтральному полі, 2–1 на нейтральному полі (перегравання)                |

## Матч
| 6 травня 1972 15:00 BST |

| «Лідс Юнайтед» | 1–0      | «Арсенал» (Лондон) |
| -------------- | -------- | ------------------ |
| Кларк 53'      | Протокол |                    |

| Вемблі, Лондон Глядачів: 100 000 Арбітр: Девід Сміт |

| «Лідс Юнайтед» | «Арсенал» (Лондон) |

|                  |    |                   |  |
|                  |    |                   |  |
| ВР               | 1  | Девід Гарві       |  |
| ПЗ               | 2  | Пол Ріні          |  |
| ЛЗ               | 3  | Пол Мейділі       |  |
| ПЗ               | 4  | Біллі Бремнер (к) |  |
| ЦЗ               | 5  | Джек Чарльтон     |  |
| ЦЗ               | 6  | Норман Гантер     |  |
| ПЗ               | 7  | Пітер Лорімер     |  |
| НП               | 8  | Аллан Кларк       |  |
| НП               | 9  | Мік Джонс         |  |
| ПЗ               | 10 | Джонні Джайлс     |  |
| ПЗ               | 11 | Едді Грей         |  |
| Заміна:          |    |                   |  |
| ПЗ               | 12 | Мік Бейтс         |  |
| Головний тренер: |    |                   |  |
| Дон Реві         |    |                   |  |

|                  |    |                     |  |
|                  |    |                     |  |
| ВР               | 1  | Джефф Барнетт       |  |
| ПЗ               | 2  | Пет Райс            |  |
| ЛЗ               | 3  | Боб Макнаб          |  |
| ПЗ               | 4  | Пітер Сторі         |  |
| ЦЗ               | 5  | Френк Маклінток (к) |  |
| ЦЗ               | 6  | Пітер Сімпсон       |  |
| ПЗ               | 7  | Джордж Армстронг    |  |
| ПЗ               | 8  | Алан Болл           |  |
| НП               | 9  | Чарлі Джордж        |  |
| НП               | 10 | Джон Радфорд 73'    |  |
| ПЗ               | 11 | Джордж Грем         |  |
| Заміна:          |    |                     |  |
| НП               | 12 | Рей Кеннеді 73'     |  |
| Головний тренер: |    |                     |  |
| Берті Мі         |    |                     |  |